# Пеце (Поморське воєводство)
Пеце (пол. Piece, нім. Ofen) — село в Польщі, у гміні Каліська Староґардського повіту Поморського воєводства.
Населення — 986 осіб (2011).

## Демографія
Демографічна структура станом на 31 березня 2011 року:
|          | Загалом | Допрацездатний вік | Працездатний вік | Постпрацездатний вік |
| -------- | ------- | ------------------ | ---------------- | -------------------- |
| Чоловіки | 473     | 120                | 312              | 41                   |
| Жінки    | 513     | 124                | 296              | 93                   |
| Разом    | 986     | 244                | 608              | 134                  |